# LMBTQ+ affirmatív pszichológia
Az LMBTQ+ affirmatív pszichológia egy olyan, a pszichológiai segítői munkában alkalmazott módszertani keretet jelent, amelyben a segítő szakember célja az LMBTQ+ emberek támogatása szexuális irányultságának és nemi identitásának megismerésében és elfogadásában, figyelembe véve a kliens, a terapeuta és az őket körülvevő kulturális kontextus heteroszexizmusát és ciszszexizmusát. A pszichológián belül az úgynevezett reparatív terápiás irányzatok ellenpontjaként alakult ki. A reparatív terápiás irányzatok célja összességében az egyén szexuális viselkedésének, vágyainak, szexuális identitásának, szexuális irányultságának, nemi identitásának megváltoztatása terápiás beavatkozásokon keresztül.
Az Amerikai Pszichológiai Társaság (APA) 2012-ben publikálta útmutatóját a leszbikus, meleg és biszexuális kliensekkel végzett affirmatív pszichológiai munka alapelveiről, majd 2015-ben a transznemű és gender-nonkonform kliensekkel végzett segítői munka alapelveiről. Az amerikai útmutatók alapján számos nyelven, köztük magyarul és készült útmutató segítő szakemberek számára a Magyar Pszichológiai Társaság 2013-ban alapított LMBTQ szekciójának fordításában, "Útmutató a meleg, leszbikus, biszexuális, transznemű és gender-nonkonform kliensekkel folytatott pszichológiai munkához" címmel.

## A megközelítés jellemzői
Az affirmatív megközelítés egyik alapja az a tudományos konszenzus, hogy a nem-heteroszexuális viselkedések, irányultságok és identitások nem tekinthetők mentális betegségnek, a megváltoztatásukra irányuló törekvések tudományosan megalapozatlanok, etikailag pedig erőteljesen megkérdőjelezhetők.
Appleby és Anastas a leszbikus, meleg és biszexuális kliensekkel végzett affirmatív gyakorlat 6 alapelvét írták le:
- Ne vegyük magától értetődőnek, hogy a kliens heteroszexuális.
- A kliens és a társadalom homofóbiája a probléma, nem a kliens szexuális orientációja.
- A kliens meleg, leszbikus, vagy biszexuális identitása a segítői munka pozitív kimeneteleként fogadandó el.
- A klienssel való munkában központi szerep jut az internalizált homofóbia csökkentésének egy pozitív szexuális identitás elérésének érdekében.
- A terapeuta elegendő ismerettel rendelkezik a különböző coming out (előbújás) elméletekkel kapcsolatban.
- A terapeuta dolgozik saját homofób és heteroszexuális elfogultságain.

A terapeuta specifikus önismerete, önreflexiója elengedhetetlen a ténylegesen affirmatív segítői működéshez, mivel mind a kliens, mind a terapeuta, mind pedig a terápiás tér heteronormatív és cisznormatív, így megfelelő önismeret hiányában a terapeuta sokszor észrevétlenül is megerősítheti a kliens internalizált homofóbiáját, a szociálizációja során elsajátított és belsővé tett negatív vélekedéseit a ciszhetero-tól eltérő szexualitások és identitások kapcsán . Ezeket a nem tudatos homonegatív aktusokat terápiás mikroagresszióknak nevezzük, melyek hatnak a kliens terápiás bevonódására, a terápia hatékonyságának szubjektív élményére.

## Lásd még
- Reparatív terápia